# Vakulî, Iavoriv
Vakulî (în ucraineană Вакули) este un sat în comuna Zalujjea din raionul Iavoriv, regiunea Liov, Ucraina.

## Demografie
Componența lingvistică a localității Vakulî
     Ucraineană (100%)
Conform recensământului din 2001, toată populația localității Vakulî era vorbitoare de ucraineană (100%).